# Benito Juarez (dirigent)
Benito Juarez de Souza (Januária, 17 november 1933 - São Paulo, 3 augustus 2020) was een vooraanstaande Braziliaanse dirigent. Juarez heeft zich ingezet voor het toegankelijk maken van klassieke muziek voor de Brazilianen, maar had ook waardering voor de moderne Braziliaanse muziek.
Juarez was in 1967 oprichter van het koor van de Universiteit van São Paulo (CORALUSP) en in 2002 van de Banda Sinfônica do Exército (het militaire symfonieorkest). Daarnaast was hij 25 jaar artistiek leider en vanaf 1975 dirigent van het symfonieorkest van de gemeente Campinas, het Orquestra Sinfônica Municipal de Campinas.
Benito werd geboren in Januária, Minas Gerais, in 1933. Hij stierf in São Paulo in de vroege uren van 3 augustus 2020, in het verpleeghuis waar hij woonde. De burgemeester van Campinas kondigde een rouwperiode van drie dagen af in de stad.
- Virtual International Authority File: 6261918